# شاپوردختک
شاپوردختک (پارسی میانه: Šābuhrduxtag، به معنای «دختر شاپور») یک ملکه ساسانی (بانبشن) و همسر شاهنشاه بهرام دوم (حکومت از ۲۷۴ تا ۲۹۳) در سده سوم میلادی بود. او دختر شاپور میشانشاه و نوهٔ شاپور یکم بود.

## زندگی‌نامه
شاپوردختک تنها دختر شاپور میشانشاه، پسر شاهنشاه شاپور یکم و فرمانروای میشان، بود. مادر شاپوردختک دینگ نام داشت. او دارای برادران بسیاری به نام‌های هرمز، هرمزک، اودابخت، بهرام، شاپور و پیروز بود. او احتمالاً در میشان که پدرش آن را اداره می‌کرد، بزرگ شده‌است. در سال ۲۶۰ پدرش درگذشت و احتمالاً دینگ به عنوان فرماندار میشان جانشین وی شد.
در سال ۲۷۴ پسرعموی شاپوردختک، بهرام دوم، بر تخت نشست و کمی بعد با او ازدواج کرد. شاپوردختک سپس عنوان بانبشنان بانبشن به معنای «ملکه ملکه‌ها» را دریافت کرد. در حدود سال ۲۸۱، برادرش هرمز بر بهرام دوم شورید و مورد حمایت ساکنان شرق ایران، از جمله گیلان، قرار گرفت. شورش هرمز سرانجام در حدود سال ۲۸۳ سرکوب شد و او نیز کمی بعد به دستور بهرام دوم اعدام شد. به دستور بهرام دوم، پسرش بهرام سوم نیز به عنوان فرماندار سکستان گماشته شد.
شاپوردختک در نقش برجسته‌هایی در کنار بهرام دوم به تصویر کشیده شده‌است. یکی از این نقش برجسته‌ها در سرمشهد در جنوب کازرون قرار دارد که بهرام را به عنوان یک شکارچی به تصویر کشیده که در حالی که شمشیر خود را به سوی دیگری می‌اندازد، شیری را به قتل رسانده‌است. شاپوردختک دست راست او را به نشانه حفاظت نگه داشته در حالی که کرتیر و یک چهره دیگر، احتمالاً یک شاهزاده، در حال تماشا هستند. این چشم‌انداز چندین معنا و مفهوم استعاره‌ای دارد و تصور می‌شود که به احتمال زیاد قرار است یک نمایش سلطنتی ساده دلیرانه را هنگام شکار در زندگی واقعی به تصویر بکشد. نقش برجسته دیگری در نقش رستم، بهرام دوم را ایستاده به تصویر می‌کشد در حالی که خانواده و همراهانش او را فرا گرفته‌اند؛ در سمت چپ او شاپوردختک، یک شاهزاده، ولیعهد بهرام سوم، کرتیر و نرسه مجسم شده‌اند. در راست او نیز بابک و دو بزرگ دیگر قرار دارند.
بهرام دوم همچنین سکه‌های بسیاری را با تصویر خودش، شاپوردختک و بهرام سوم ضرب کرده‌است. شاپوردختک روی این سکه‌ها کلاه‌هایی با شکل‌های مختلف، گراز، شیردال، اسب یا عقاب، پوشیده‌است. گرچه معنای دقیق این امر مشخص نیست. به نظر می‌رسد او هنوز در زمان مرگ شوهرش در سال ۲۹۳ زندگی می‌کرده و احتمالاً چند سال بعد درگذشته است.

## نگارخانه

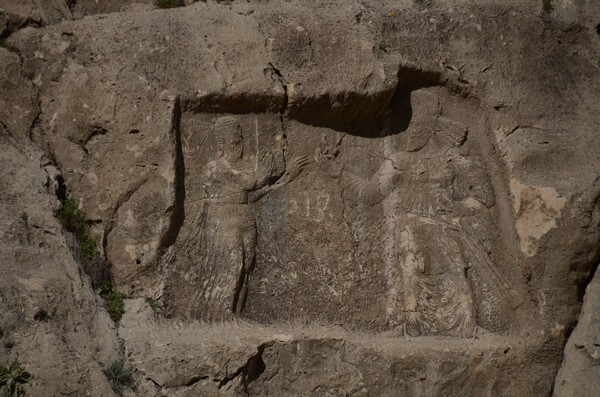
نقش‌برجسته بهرام دوم و شاپوردختک در نزدیکی شیراز
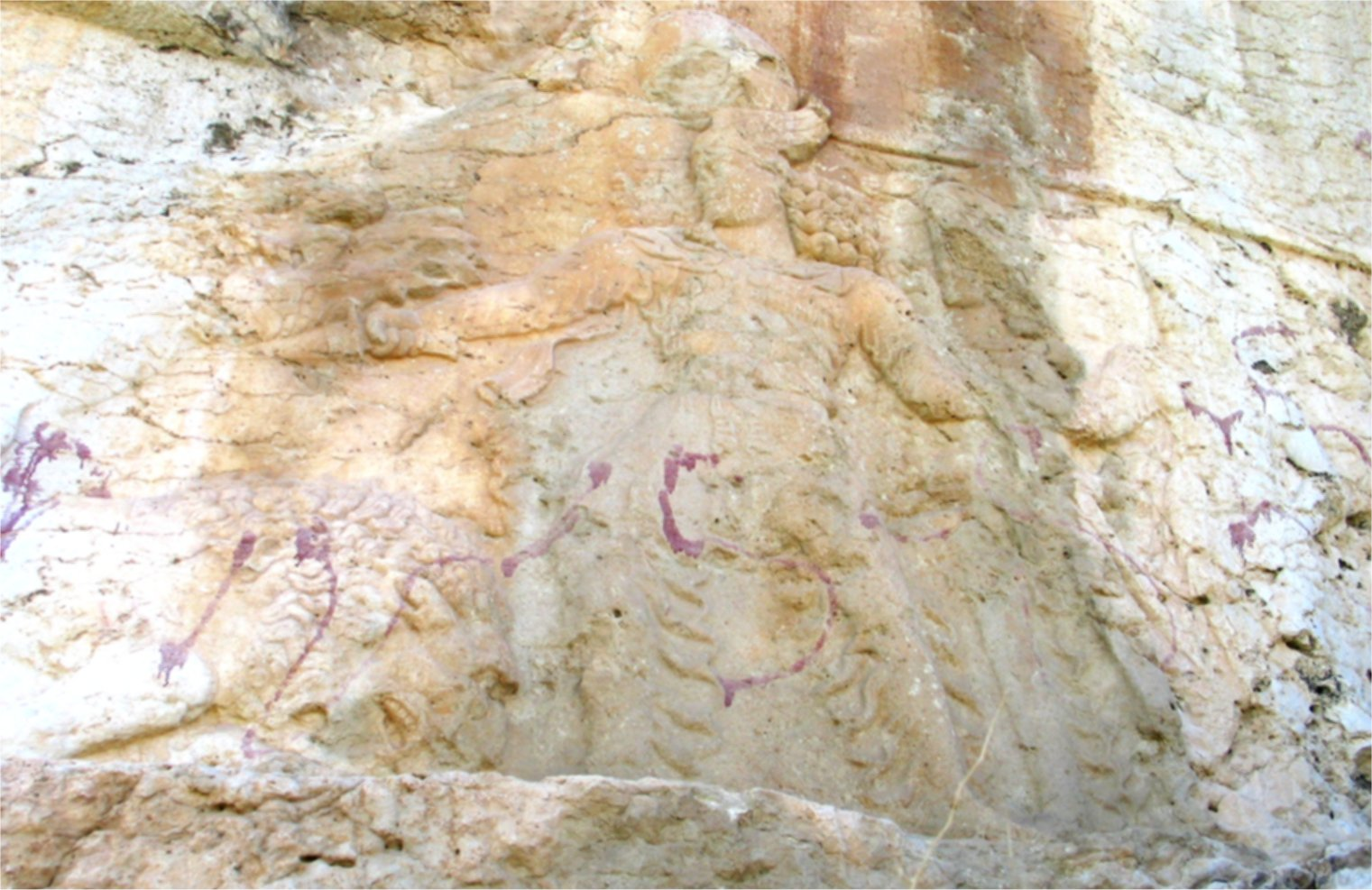
نقش‌برجسته بهرام دوم و شاپوردختک در سرمشهد
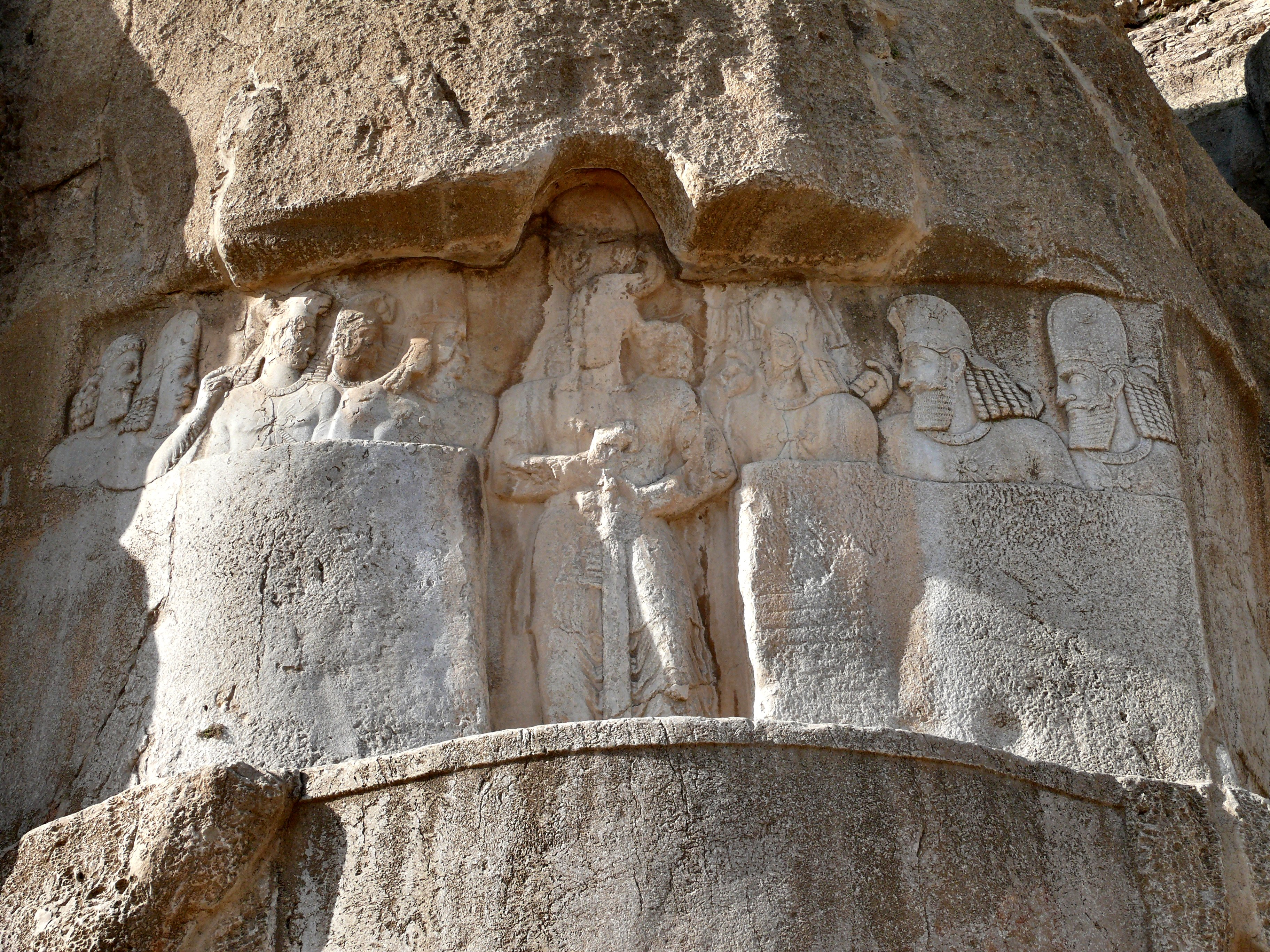
سنگ‌نگاره بهرام دوم و درباریان در نقش رستم؛ شاپوردختک پنجمین نفر از چپ
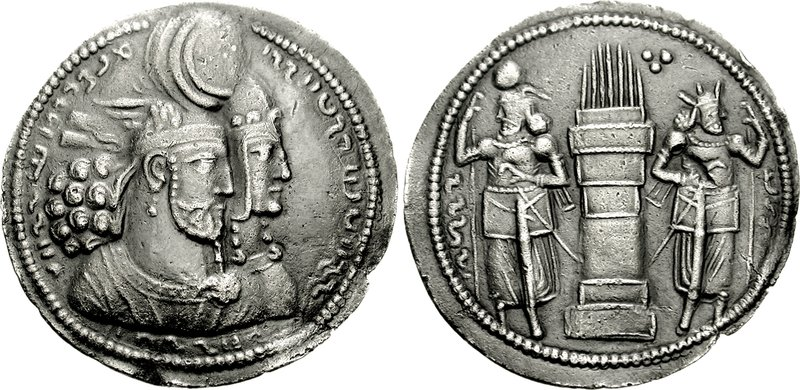
سکه درخم بهرام دوم با تصویر شاپوردختک